# Robe de mariée de Catherine Middleton
Pour un article plus général, voir Mariage du prince William et de Catherine Middleton.

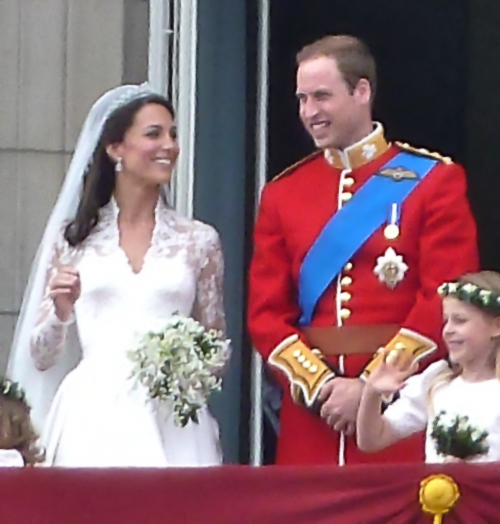
Catherine Middleton lors de son mariage avec le prince William

La robe de mariée de Catherine Middleton est une robe de mariée royale dessinée par Sarah Burton, directrice artistique de la maison britannique Alexander McQueen, et portée par Catherine Middleton lors de son mariage avec le prince William le 29 avril 2011. Elle a ensuite été exposée au palais de Buckingham du 23 juillet au 3 octobre 2011.
L’annonce formelle de la robe et de son créateur n’a eu lieu qu’à la descente de la mariée pour son entrée dans l’abbaye de Westminster avant la cérémonie. Remarquée pour son design, son symbolisme et l’influence pressentie sur la tendance occidentale en robe de mariée, la robe était très attendue et a été largement commentée dans les médias. Des répliques de la robe ont été produites et vendues, et l’originale est exposée au palais de Buckingham.

## Conjectures avant le mariage
Dès le mois de novembre 2010, le choix de Catherine Middleton pour sa robe, censé être « le symbole de sa transformation de roturière en princesse », fait l'objet de commentaires : elle doit être conçue par un styliste anglais, « moderne mais traditionnelle, séduisante mais pas trop provocante, chic mais pas exagérément opulente ». Avant la cérémonie, de nombreuses hypothèses ont été formulées sur le choix de cette robe. Comme le relève The Independent en mars 2011, le sujet est à la une des journaux de nombreux pays, à l'exception notable de la France. Le 6 mars, The Sunday Times a relaté que Middleton avait choisi Sarah Burton, designer chez McQueen. Leur article disait : « Une source du milieu de la mode a déclaré que la robe serait une combinaison des idées en matière de design de Middleton elle-même et du savoir de Burton en haute-couture. » La marque et Burton ont tous deux nié toute implication. Middleton avait découvert le travail de Burton lors du mariage de Tom Parker Bowles, le fils de la duchesse de Cornouailles, Camilla Parker Bowles. Burton avait créé la robe de son épouse, la journaliste de mode Sara Buys.
Les hypothèses ont également porté sur Victoria Beckham, Libelula de chez Sophie Cranston,, Jasper Conran,, Elizabeth Emanuel, Daniella Issa Helayel, Marchesa par Keren Craig et Georgina Chapman, Stella McCartney, Bruce Oldfield,, et Catherine Walker (en).
Burton est également la favorite des bookmakers, à tel point que le bookmarker britannique William Hill a arrêté de prendre les paris des semaines avant l’événement. David Emanuel, costyliste de la robe de la princesse Diana, a commenté à la journaliste de mode canadienne Jeanne Beker que « McQueen appartient à Gucci, une entreprise italienne. Si Kate va dans cette voie-là, ce serait la première fois que ne serait pas choisie une maison d’appartenance britannique. Et ce serait un grand jour pour les Italiens. »,. Selon le Wall Street Journal, plusieurs observateurs considèrent que cette commande a contribué à sauver la marque McQueen, dont l'avenir était compromis par le décès de son fondateur.
D’après Joanna Marschner, conservatrice des Historic Royal Palaces, « les robes ont eu à grandir à mesure que les attentes des médias grandissaient. Les caméras de télévision dans l’abbaye de Westminster signifient que ces robes doivent être à la hauteur de ces lieux, et être d’une excellence en matière de style pour survivre à un examen minutieux. ».

## Design
|                                             |  |  |
| Une copie de la robe vue de face et de dos. |  |  |

Les déclarations officielles ont indiqué que Middleton souhaitait combiner tradition et modernité, « avec la vision artistique qui caractérise l’œuvre de Alexander McQueen. » Middleton et Burton auraient travaillé en étroite collaboration pour élaborer le design de la robe.
La robe était faite de satin et de dentelle de Caudry (Calais) et comportait un corsage et une jupe avec des applications[à définir]. Les détails de celles-ci symbolisent les nations du Royaume-Uni. Selon la créatrice, « nous avons pris six types de dentelle différents et trouvé des motifs différents pour chacun [...] C'est un effet de miroir complet et chacun des  éléments joints et raccordés dans la jupe comme dans le corsage a été créé à la main ».
La dentelle du corsage a été réalisée à la main en utilisant une technique créée en Irlande dans les années 1820 appelée Carrickmacross lace (en), qui consiste à découper des détails en roses, chardons, jonquilles et trèfles, et de les appliquer individuellement sur le tulle de soie ivoire,,. Ces applications en dentelle ont été faites à la main par la Royal School of Needlework, installée au château de Hampton Court. Les brodeuses changeaient d'aiguille toutes les trois heures pour qu'elles conservent leur piquant et se lavaient les mains toutes les demi-heures pour éviter de salir l’ouvrage,.

## Accueil, critique et influence

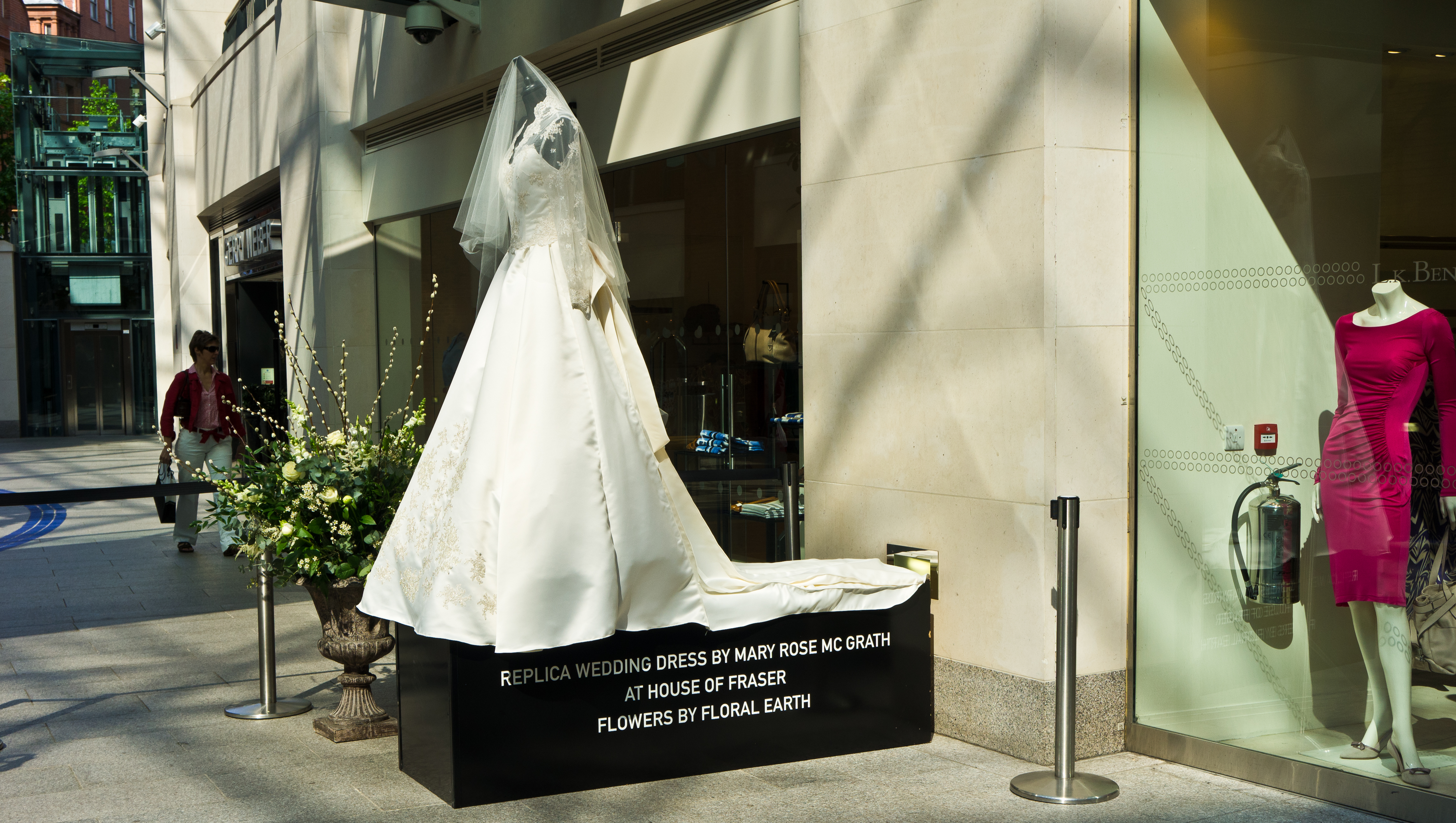
Une reproduction de la robe de mariée de Kate Middleton à Belfast.

Selon Sean Smith, l'auteur d'une biographie de Kate Middleton, les choix vestimentaires de Kate Middleton ont pour effet de lancer des modes. « L'effet Kate Middleton », se serait notamment traduit par une vague d'imitation de sa tenue chez les mariées américaines,,, cet effet étant cependant contesté par certains journalistes américains,. Sur un autre registre, Suzy Menkes, qui considère Kate Middleton comme la première mariée royale de l'ère numérique, a estimé que sa robe avait suscité un engouement pour la « grâce de la dentelle ». Après le mariage, durant l'été 2011, la robe fut exposée au palais de Buckingham. Durant une visite privée de l'exposition, la reine Elizabeth aurait décrit la robe comme « horrible » et sa présentation sur un mannequin sans tête « terrifiante »,. Cette exposition, qui contribua à lever environ 8 millions de livres pour des œuvres caritatives, attira 600 000 visiteurs,,.
Certains commentateurs ont relevé que la robe ressemblait à la robe de mariée d'Isabella Orsini (princesse Edouard de Ligne de la Trémoille), d'autres que les deux robes avaient été inspirées par celle de Grace Kelly (en),.
La robe, d'une valeur estimée à 250 000 £, a fait l’objet de nombreux commentaires d’experts en mode dans la presse, et a été très bien perçue. Il a été noté que le design était en grande partie traditionnel et inspiré de robes des années 1950. Karl Lagerfeld, soulignant que la robe était « très raffinée dans les détails » a écrit « La robe est classique et rend très bien dans le décor de Westminster. Elle me rappelle presque le mariage d’Elizabeth, le mariage royal des années 1950. La traîne est bien proportionnée. La dentelle est très jolie. J’aime beaucoup le voile »,. Antonio Marras, alors chez Kenzo, a déclaré « le choix de la marque et le style de la robe sont un mélange très intelligent entre la mode avant-gardiste et la tradition − de manière très britannique. On peut voir des références Grace Kelly ou de la Reine Elizabeth, mais dans un style plus simple, plus moderne ». Des commentateurs ont noté que le corsage de la robe de Middleton rappelait celui porté par Grace Kelly pour son mariage à Rainier III de Monaco en 1956. Ils ont également établi des comparaisons avec la robe de mariée de la princesse Margaret. Mark Badgley de Badgley Mischka a écrit « c’est le genre de robe qui résistera à l’épreuve du temps. Ce n’est pas le cas de toutes les robes. Toute mariée à travers le monde voudra la porter. Elle a une touche de vintage, une robe de bal classique des années 1950, tellement intemporelle que sa fille serait superbe avec cette robe dans 30 ans ». Oscar de la Renta a déclaré qu’il s’agissait d’« une robe très traditionnelle pour un mariage très traditionnel… rien de prétentieux. Il n’y avait pas 50 mètres de traîne ni profusion de broderie. C’était juste une robe très traditionnelle pour une fille ravissante qui n’a pas besoin de beaucoup »,. Le couturier Valentino, comparant la robe de Kate Middleton à celle que portait Diana pour son mariage en 1981, qu'il estimait être une « robe de conte de fée », considère qu'elle est « très jolie et moderne, sera copiée partout, mais [qu']il lui manque l'aspect féérique ».
Des comparaisons ont aussi été établies avec la robe portée par la mère du Prince Williams, Lady Diana Spencer. Vera Wang a déclaré « la robe de Diana avait un air d’innocence, de fantaisie, presque de romance de roman. À l’opposé, il y a beaucoup plus à l’ensemble de Catherine que la robe proprement dite. Sarah Burton a fait une nouvelle approche du classicisme pour une mariée de notre époque qui sera un jour reine »,. Le créateur de la robe de mariée de Diana, Elizabeth Emanuel, a déclaré « tout comme en 1981, il y aura des gens à la regarder descendre l’allée centrale avec des carnets à croquis, et les machinistes et les coupeurs en attente. Dès le lendemain vous en verrez des copies dans High Street »,. Emanuel a aussi affirmé que la robe pourrait accommoder des corps de différentes formes.
Une photo de la mariée fait l'objet d'un certain engouement sur l'Internet peu après le mariage. Ainsi, la tenue vestimentaire de cérémonie du couple princier, ainsi que les robes de deux cousines du prince William, sont comparés aux tenues portées par le Prince charmant et Cendrillon dans le long métrage de Walt Disney, les cousines étant quant à elles mises en correspondance avec les deux demi-sœurs de Cendrillon.
Cette robe a également été l'objet d'une controverse sur la version anglaise de Wikipédia relevée par la presse anglo-saxonne : lors de la conférence Wikimania de juillet 2012, le cofondateur de Wikipédia, Jimbo Wales, interrogé par un participant sur la disparité entre hommes et femmes (le magazine en ligne Slate évoque à ce sujet une enquête de 2011 selon laquelle 9 % des contributeurs de la version anglaise de Wikipédia sont des femmes) a pris l'exemple de l'article anglais sur cette robe et du débat sur sa suppression, dans lequel il était intervenu pour en défendre la conservation. Selon le New York Magazine, Wales a justifié la pertinence encyclopédique de l'article sur cette robe en tirant argument de « l'impact évident de cette robe sur l'industrie de la mode en général ».

### Citations originales
1. ↑  ABCNews, « A fashion source said that the dress will be a combination of Middleton's own design ideas and Burton's deep knowledge and understanding of high fashion. »
2. ↑  The Star, « McQueen is owned by Gucci, an Italian company. If Kate's gone that route, it would be the first time a British-owned house wasn't chosen. And the Italians would have a field day with that. » − David Emanuel
3. ↑  Xinhua, « The dresses have had to grow as the media expectation has grown. Television cameras in Westminster Abbey have meant that those dresses are going to have to live up to those venues and indeed be of a design excellence to bear infinite scrutiny. » − Joanna Marschner.
4. ↑  Canada.com, « The dress is classic and goes very well in the Westminster decor. It almost reminds me of Elizabeth's wedding, the royal weddings in the [19]50s. The proportion of the train is good. The lace is very pretty. I like the veil a lot. » − Karl Lagerfeld.
5. ↑  Canada.com « The choice of the label and the style of the dress was a very clever mix between edgy fashion and tradition — all in a very British way. You could see references to Grace Kelly or Queen Elizabeth's dresses, but in a simpler, more modern way. » − Antonio Marras.
6. ↑  The New York Times, « It's the kind of gown that will stand the test of time. Not all gowns do. Any bride across the world will want to wear it. It's got a touch of vintage, a classic 1950s ball gown, so timeless that her daughter would look gorgeous in this gown 30 years from now." » − Mark Badgley.
7. ↑  The New York Times, « a very traditional dress for a very traditional wedding...not ostentatious. There was not 50 meters of train, and it was not overembroidered. It was just a very traditional dress for a ravishing girl who doesn't need a lot. » − Mark Badgley.
8. ↑  The New York Times, « Diana's dress had a sense of innocence, whimsy, almost storybook romance. In contrast Catherine's gown was about way more than simply the dress. Sarah Burton channelled a new take on classicism for a modern-day bride who will one day be queen. » − Vera Wang.
9. ↑  AFP, « Exactly as it happened in 1981, there are going to be people watching as she walks down the aisle with their sketch pads, with the machinists and pattern cutters all ready and waiting. By the next morning you'll see copies in High Street. » − Elizabeth Emanuel.